# حسینعلی ضیایی
حسینعلی ضیایی (زاده ۱۳۳۵ شاهین دژ) سیاستمدار ایرانی و فرماندار پیشین کرج و نمایندهٔ دوره سوم مجلس شورای اسلامی بوده‌است‌. او پیشتر رئیس سازمان تأمین اجتماعی، رئیس سازمان بازنشستگی کشوری و مدیرعامل پست بانک بود. تحصیلات ضیایی در رشتهٔ مهندسی برق است.

## مسئولیت‌ها و سوابق اجرایی
- بخشدار شاهین دژ (۱۳۶۱–۱۳۵۹)
- نمایندهٔ مردم تکاب، شاهین دژ و میاندوآب در دورهٔ سوم مجلس شورای اسلامی
- فرماندار شهرستان کرج
- مدیر کل مهندسی و خدمات بانک مرکزی جمهوری اسلامی ایران
- رئیس سازمان بازنشستگی کشوری
- رئیس هیئت مدیره و مدیرعامل سازمان تأمین اجتماعی کشور
- معاون سازمان هدفمندی یارانه‌ها
- رایزن اقتصادی سفارت جمهوری اسلامی ایران در ونزوئلا[۳]
- مدیر عامل پست بانک ایران[۴]